# Autophila subfusca
Autophila subfusca là một loài bướm đêm trong họ Erebidae.